# 670年代
| 千纪： | 1千纪                                                                                  |
| 世纪： | 6世纪 \| 7世纪 \| 8世纪                                                                |
| 年代： | 640年代 \| 650年代 \| 660年代 \| 670年代 \| 680年代 \| 690年代 \| 700年代              |
| 年份： | 670年 \| 671年 \| 672年 \| 673年 \| 674年 \| 675年 \| 676年 \| 677年 \| 678年 \| 679年 |

## 大事记
- 阿拉伯－拜占庭战争: 阿拉伯舰队控制了爱琴海并佔領罗得岛、科斯岛和希俄斯岛等島嶼以及马尔马拉海的南岸地區以及基齐库斯[1]。
- 诺森比亚国王奥斯维尤（英语：Oswiu of Northumbria）在威尔弗里德主教（英语：Wilfrid）的陪同下前往罗马朝圣，並在此期間去世。[2]

## 出生
- 查士丁尼二世（約670年－711年），拜占庭帝國皇帝。
- 伊尼（670年-726年），威塞克斯王國國王。